# Paya Deumam Lhee
Paya Deumam Lhee is een bestuurslaag in het regentschap Aceh Timur van de provincie Atjeh, Indonesië. Paya Deumam Lhee telt 439 inwoners (volkstelling 2010).